# Life's Decay
 (avril 2010).
Life's Decay est un groupe français de musique industrielle, originaire de Paris. Ce projet évolue dans un style dark wave néo-classique, dark folk, industriel et martial.

## Histoire
Life's Decay est formé à Paris par Lyktwasst au début de 2003. Cette même année, Lyktwasst publie le premier mini-album trois pistes du projet, intitulé Human Art Decay (First Suicide). L'année suivante, en 2004, sort le premier album studio, Art Decay Extremism.
C'est en 2005 que Lyktwasst est rejoint par la chanteuse Alea, afin que ce projet devienne un duo. Lyktwasst en plus de la musique s'occupe également des visuels du projet ainsi que du label Abstraktsens Produktions, sur lequel il sort toutes les productions Life's Decay. Cette même année sort le deuxième album studio du projet, et premier en tant que duo, Anleva. Il est suivi par Lysselia en 2006, et de Szilentia en 2007. L'année 2008 assiste à la sortie de deux albums, Eklaasera et Lakasteasya. 
En novembre 2009 sort Dysrieuses. Les morceaux de cet album sont pop (Ambrause), dark et expérimentaux (Iristhétique), romantiques (Viversie) et acoustiques (Emerance, Etesse). En 2015, le groupe ouvre sa page Bandcamp. Depuis, le groupe reste silencieux.

## Membres
- Lyktwasst - guitare acoustique, basse, violon, accordéon, trompette, orgue, batterie (2003–2015)
- Alea - chant, piano acoustique, violoncelle, harmonica, carillon, xylophone, percussions (2005–2015)

## Discographie
- 2003 : Human Art Decay (First Suicide) (mini-album)
- 2004 : Art Decay Extremism
- 2005 : Anleva
- 2006 : Lysselia
- 2007 : Szilentia
- 2008 : Eklaasera
- 2008 : Lakasteasya
- 2009 : Dysrieuses
- 2010 : Dyssera (LP vinyle)

## Clips
- 2003 : Art F
- 2006 : Gloria
- 2006 : Retroscape